# Клиничка психологија
Клиничка психологија је једна од дисциплина примењене психологије чији је циљ примена разноврсних психолошких сазнања у разумевању и терапији психичких поремећаја. Служи се методама процене личности, а посебно клиничким методом. У почетку се клиничка психологија претежно бавила психодијагностиком, док се данас све више бави терапијом. У новије доба излази из уских оквира клинике и пружа помоћ особама са „животним проблемима” у школи, саветовалиштима, центрима за лични развој итд.
Клиничка психологија је интеграција науке, теорије и клиничког знања у сврху разумевања, спречавања и ублажавања психолошки заснованих поремећаја или дисфункције и промоције субјективног благостања и личног развоја. У средишту његове праксе су психолошка процена, клиничка формулација и психотерапија, мада се клинички психолози такође баве истраживањем, подучавањем, консултацијама, форензичким сведочењем и развојем и администрацијом програма. У многим земљама клиничка психологија је регулисана професија менталног здравља.
Генерално се сматра да је поље започето 1896. године отварањем прве психолошке клинике на Универзитету у Пенсилванији од стране Лигтнера Витмера. У првој половини 20. века клиничка психологија била је усредсређена на психолошку процену, са мало пажње посвећене лечењу. То се променило након четрдесетих година када је Други светски рат резултирао потребом за великим повећањем броја обучених клиничара. Од тада су се у САД развила три главна образовна модела - клиничко-научни модел (у великој мери фокусиран на истраживање), научно-практичарски модел (који интегрише научно истраживање и праксу) и практичарско-научни модел (са фокусом на клиничкој теорији и пракси). У Великој Британији и Републици Ирској, докторат клиничке психологије је између ова два последња модела, док је у већини континенталне Европе обука на мастер нивоима и претежно је психотерапеутска. Клинички психолози су стручњаци за пружање психотерапије и углавном се обучавају у оквиру четири основне теоретске оријентације - психодинамичке, хуманистичке, когнитивно-бихевиоралне терапије (КБТ) и системске или породичне терапије.

## Историја
Најранији забележени приступи процени и лечењу менталних тегоба били су комбинација верске, магијске и/или медицинске перспективе. Почетком 19. века, један приступ проучавању менталних стања и понашања био је коришћење френологије, проучавања личности испитивањем облика лобање. Остали популарни третмани у то време укључују проучавање облика лица (физиономија) и Месмеров третман менталних стања помоћу магнета (месмеризам). Популарност су имали и спиритуализам и „ментално исцељење“ Финеаса Квимбија.
Иако је научна заједница на крају одбацила све ове методе за лечење менталних болести, академски психолози се заправо нису бавили озбиљним облицима менталних болести. Проучавање менталних болести већ се радило на пољу психијатрије и неурологије, која су била у развоју у оквиру болничке иницијативе. Тек крајем 19. века, негде у време када је Зигмунд Фројд први пут развио своје „лечење разговором“ у Бечу, започела је прва научна примена клиничке психологије.

### Рана клиничка психологија
До друге половине 1800-их, научна студија психологије је постала добро успостављена у универзитетским лабораторијама. Иако је било неколико раштрканих гласова који су позивали на примењену психологију, општа област је презирала ову идеју и инсистирала на „чистој“ науци као јединој респектабилној пракси. Ово се променило када је Лајтнер Витмер (1867–1956), бивши Вунтов студент и шеф одсека за психологију на Универзитету у Пенсилванији, пристао да лечи младог дечака који је имао проблема са правописом. Његово успешно лечење је убрзо довело до Витмеровог отварања прве психолошке клинике у Пену 1896. године, посвећене помоћи деци са сметњама у учењу. Десет година касније, 1907., Витмер је требало да оснује први часопис из ове нове области, Психолошка клиника, где је сковао термин „клиничка психологија“, дефинисана као „проучавање појединаца, посматрањем или експериментисањем, са намером да промовише промена“. Ово поље је било споро да следи Витмеров пример, али је до 1914. постојало 26 сличних клиника у САД.
Чак и док је клиничка психологија расла, рад са проблемима озбиљног менталног поремећаја остао је у домену психијатара и неуролога. Међутим, клинички психолози су наставили да продиру у ову област због своје све веће вештине у психолошкој процени. Репутација психолога као стручњака за процену учвршћена је током Првог светског рата са развојем два теста интелигенције, Арми Алфа и Арми Бета (тестирање вербалних и невербалних вештина), који су се могли користити са великим групама регрута. У великој мери захваљујући успеху ових тестова, процена је требало да постане основна дисциплина клиничке психологије у наредних четврт века, када ће још један рат покренути ову област у лечење.

### Ране професионалне организације
Област је почела да се организује под називом "клиничка психологија" 1917. године оснивањем Америчког удружења за клиничку психологију. Ово је трајало само до 1919. године, након чега је Америчка психолошка асоцијација (коју је основао Г. Станли Хал 1892.) развила одељак о клиничкој психологији, који је нудио сертификацију до 1927. године. Раст у овој области је био спор наредних неколико година када су се разне неповезане психолошке организације окупиле као Америчко удружење примењене психологије 1930. године, које ће деловати као примарни форум за психологе све до после Другог светског рата када се АПА реорганизовала. Године 1945. АПА је створила оно што се сада зове Дивизија 12, Друштво за клиничку психологију, које остаје водећа организација у овој области. Психолошка друштва и удружења у другим земљама енглеског говорног подручја развила су сличне поделе, укључујући Британију, Канаду, Аустралију и Нови Зеланд.

### Други светски рат и интеграција лечења
Када је избио Други светски рат, војска је поново позвала клиничке психологе. Како су војници почели да се враћају из борбе, психолози су почели да примећују симптоме психолошке трауме означене као „шок од метка“ (који ће се на крају назвати посттрауматским стресним поремећајем) које је најбоље лечити што је пре могуће. Пошто су лекари (укључујући психијатре) били преоптерећени у лечењу телесних повреда, психолози су позвани да помогну у лечењу овог стања. У исто време, психолошкиње (које су биле искључене из ратних напора) формирале су Национални савет жена психолога са циљем да помогну заједницама да се носе са стресом рата и да младим мајкама дају савете о васпитању деце. Након рата, Управа за ветеране у САД је направила огромну инвестицију да успостави програме за обуку клиничких психолога докторског нивоа да помогну у лечењу хиљада ветерана којима је потребна нега. Као последица тога, САД су од 1946. године без формалних универзитетских програма из клиничке психологије прешле на то да је више од половине свих доктората из психологије 1950. године добило награду из клиничке психологије.
Други светски рат је помогао да се донесу драматичне промене у клиничкој психологији, не само у Америци, већ и на међународном нивоу. Дипломско образовање из психологије почело је да додаје психотерапију фокусу науке и истраживања на основу модела научника и практичара из 1947. године, данас познатог као Болдер модел, за докторске програме клиничке психологије. Клиничка психологија у Британији се развила слично као у САД после Другог светског рата, посебно у контексту Националне здравствене службе са квалификацијама, стандардима и платама којима управља Британско психолошко друштво.

## Клиничка процена
Важна област стручности многих клиничких психолога је психолошка процена, а постоје индиције да се чак 91% психолога бави овом кључном клиничком праксом. Таква евалуација се обично ради у служби стицања увида и формирања хипотезе о психолошким проблемима или проблемима у понашању. Као такви, резултати таквих процена се обично користе за стварање генерализованих утисака (а не дијагнозе) у служби информисања о планирању лечења. Методе укључују формалне мере тестирања, интервјуе, преглед записа, клиничко посматрање и физички преглед.

### Домени мерења
Постоје стотине различитих алата за процену, иако се само неколико показало да имају и високу валидност (тј. тест заправо мери оно што тврди да мери) и поузданост (тј. доследност). Многе мере психолошке процене су ограничене за употребу од стране оних са напредном обуком за ментално здравље. На пример, Пирсон (једна од многих компанија са правима и заштитом алата за психолошку процену) раздваја ко може да администрира, тумачи и извештава о одређеним тестовима. Свако може приступити квалификационим тестовима нивоа А. Они који намеравају да користе алате за процену на нивоу квалификације Б морају да имају мастер диплому из психологије, педагогије, патологије говорног језика, радне терапије, социјалног рада, саветовања или у области која је уско повезана са намераваном употребом процене и формалном обуком. У етичкој администрацији, бодовању и тумачењу клиничких процена. Они који имају приступ мерама процене Квалификације Ц (највиши ниво) морају имати докторску диплому из психологије, образовања или блиско сродне области са формалном обуком о етичкој администрацији, бодовању и тумачењу клиничких процена у вези са намераваном употребом процене.
Психолошке мере генерално спадају у једну од неколико категорија, укључујући следеће:
- Тестови интелигенције и постигнућа – Ови тестови су дизајнирани да мере одређене специфичне врсте когнитивног функционисања (које се често називају ИК) у поређењу са групом која нормира. Ови тестови, као што су WISC-IV и WAIS, покушавају да измере такве особине као што су опште знање, вербалне вештине, памћење, распон пажње, логичко расуђивање и визуелна/просторна перцепција. Показало се да неколико тестова прецизно предвиђа одређене врсте перформанси, посебно школски.[7] Остали тестови у овој категорији укључују WRAML и WIAT.
- Тестови личности – Тестови личности имају за циљ да опишу обрасце понашања, мисли и осећања. Они углавном спадају у две категорије: објективни и пројективни. Објективне мере, као што је MMPI, засноване су на ограниченим одговорима – као што су да/не, тачно/нетачно или скала оцењивања – која омогућавају израчунавање резултата који се могу упоредити са нормативном групом. Пројективни тестови, као што је Роршарх тест мрља од мастила, омогућавају отворене одговоре, често засноване на двосмисленим стимулусима. Друге најчешће коришћене мере процене личности укључују PAI и NEO.
- Неуропсихолошки тестови – Неуропсихолошки тестови се састоје од посебно дизајнираних задатака који се користе за мерење психолошких функција за које се зна да су повезане са одређеном структуром мозга или путем. Обично се користе за процену оштећења након повреде или болести за које се зна да утичу на неурокогнитивно функционисање, или када се користе у истраживању, за контраст неуропсихолошких способности у експерименталним групама.
- Алати за дијагностичко мерење – Клинички психолози су у стању да дијагностикују психолошке поремећаје и сродне поремећаје који се налазе у DSM-5 и ICD-10. Многи тестови процене су развијени да допуне клиничко посматрање клиничара и друге активности процене. Неки од њих укључују SCID-IV, MINI, као и неке специфичне за одређене психолошке поремећаје као што су CAPS-5 за трауму, ASEBA и K-SADS за афективну и шизофренију код деце.
- Клиничко посматрање – Клинички психолози су такође обучени да прикупљају податке посматрањем понашања. Клинички интервју је витални део процене, чак и када се користе други формализовани алати, који могу користити или структурирани или неструктурирани формат. Таква процена сагледава одређене области, као што су општи изглед и понашање, расположење и афекти, перцепција, разумевање, оријентација, увид, памћење и садржај комуникације. Један психијатријски пример формалног интервјуа је испитивање менталног статуса, које се често користи у психијатрији као алат за скрининг за лечење или даље тестирање.[7]

### Дијагностички утисци
Након процене, клинички психолози могу дати дијагностички утисак. Многе земље користе Међународну статистичку класификацију болести и сродних здравствених проблема (ИЦД-10), док САД најчешће користе Дијагностички и статистички приручник за менталне поремећаје. Оба су нозолошки системи који у великој мери претпостављају категоричке поремећаје дијагностиковане применом скупова критеријума укључујући симптоме и знакове.
Разматра се неколико нових модела, укључујући „димензионални модел“ заснован на емпиријски потврђеним моделима људских разлика (као што је модел личности са пет фактора) и „психосоцијални модел“, који би захтевао променљиве, интерсубјективне државе на већу пажњу. Заговорници ових модела тврде да би они понудили већу дијагностичку флексибилност и клиничку корисност без зависности од медицинског концепта болести. Међутим, они такође признају да ови модели још увек нису довољно робусни да би добили широку употребу и да би требало да се наставе са развојем.
Клинички психолози немају тенденцију да постављају дијагнозу, већ користе формулацију — индивидуализовану мапу потешкоћа са којима се пацијент или клијент суочавају, која обухвата предиспонирајуће, преципитирајуће и перпетуирајуће (одржавајуће) факторе.

### Клиничко против механичког предвиђања
Клиничка процена се може окарактерисати као проблем предвиђања где је сврха процене извођење закључака (предвиђања) о прошлом, садашњем или будућем понашању. На пример, многе одлуке о терапији се доносе на основу онога што клиничар очекује да ће помоћи пацијенту да постигне терапеутски успех. Када се прикупе запажања (нпр. резултати психолошког тестирања, дијагностички утисци, клиничка историја, рендгенски снимак, итд.), постоје два међусобно искључива начина да се ти извори информација комбинују да би се дошло до одлуке, дијагнозе или предвиђања. Један од начина је комбиновање података на алгоритамски или „механички“ начин. Методе механичког предвиђања су једноставно начин комбиновања података да би се дошло до одлуке/предвиђања понашања (нпр. одговор на третман). Механичко предвиђање не спречава комбиновање било које врсте података; може да инкорпорира клиничке просудбе, правилно кодиране, у алгоритам. Дефинишућа карактеристика је да, када се дају подаци који се комбинују, механички приступ ће направити предвиђање које је 100% поуздано. То јест, сваки пут ће направити потпуно исто предвиђање за потпуно исте податке. Клиничко предвиђање, с друге стране, не гарантује ово, јер зависи од процеса доношења одлука клиничара који доноси суд, његовог тренутног стања ума и базе знања.
Оно што се назива дебатом о „клиничком наспрам статистичког предвиђања“ први пут је детаљно описао 1954. године Пол Мил, где је истражио тврдњу да механичке (формалне, алгоритамске) методе комбиновања података могу надмашити клиничке (нпр. субјективне, неформалне, „у глави клиничара“) методе када се такве комбинације користе да би се дошло до предвиђања понашања. Мил је закључио да су механички начини комбиновања били добри или бољи од клиничких режима. Накнадне мета-анализе студија које директно упоређују механичка и клиничка предвиђања поткрепиле су Милове закључке из 1954. године. Истраживање клиничких психолога из 2009. године показало је да клиничари скоро искључиво користе своје клиничко расуђивање да би направили предвиђања понашања за своје пацијенте, укључујући дијагнозу и прогнозу.

## Професионална етика
Област клиничке психологије у већини земаља је строго регулисана етичким кодексом. У САД, професионална етика је у великој мери дефинисана АПА Кодексом понашања, који државе често користе за дефинисање захтева за лиценцирање. АПА кодекс генерално поставља виши стандард од оног који је прописан законом, јер је дизајниран да води одговорно понашање, заштиту клијената и унапређење појединаца, организација и друштва. Кодекс је применљив на све психологе у истраживачким и примењеним областима.
АПА кодекс се заснива на пет принципа: доброчинство и незлобивост, верност и одговорност, интегритет, правда и поштовање људских права и достојанства. Детаљни елементи се односе на решавање етичких питања, компетенције, људске односе, приватност и поверљивост, оглашавање, вођење евиденције, накнаде, обуку, истраживање, објављивање, процену и терапију. Принципи етичког кодекса Канадског психолошког удружења су: поштовање достојанства особа и народа, одговорна брига, интегритет у односима и одговорност према друштву. Сматра се да је веома сличан Кодексу АПА. У Великој Британији Британско психолошко друштво је објавило Кодекс понашања и етике за клиничке психологе. Ово има четири кључне области: поштовање, компетентност, одговорност и интегритет. Друге европске професионалне организације имају сличне кодексе понашања и етике. Азијска федерација за психотерапију објавила је 2008. етички кодекс са следећим принципима: доброчинство, одговорност, интегритет, правда и поштовање. Слично АПА кодексу, он даје детаљна упутства за понашање психолога, посебно психотерапеута. Русија, Индија, Иран, Казахстан, Кина, Малезија и Јапан су земље чланице.
Национално латино/о психолошко удружење усвојило је своје тренутне етичке смернице 2018. године, наводећи да су „традиционалне европоцентричне основе у мејнстрим психологији пружиле културно везано знање о погледима на свет, начинима живота и културним праксама“. Њихови принципи су: поштовање и одговорност, етичке дилеме, етичко одлучивање и правна одговорност, консултације, правда и заступање, самосвест и друштвена свест, деловање и одговорност, обука и стварање инфраструктуре и менторство.
У Србији, на изради садржинског дела Етичког кодекса радила је група психолога, почев од маја 1996. године, када је Извршни одбор Друштва психолога Србије (ДПС) формирао Радну групу за израду новог Етичког кодекса психолога Србије. Током рада на Етичком кодексу, сазрела је идеја да би било корисно да се установи стално тело које би радило на етичким проблемима психолога, па је 23. марта 1999. године Извршни одбор ову радну групу трансформисао у Одбор за етичка питања психолога Србије. На седници Скупштине ДПС-а, у Београду 20. априла 2000. године усвојен је Етички кодекс, који је објављен као штампана публикација наредне године у ДПС-у.